# Air Burkina
Air Burkina es una aerolínea con base en Uagadugú, Burkina Faso. Es la aerolínea de bandera, que efectúa vuelos de cabotaje regulares (Bobo-Dioulasso), así como vuelos regionales a Togo, Benín, Malí, Níger, Costa de Marfil y Ghana. Su base principal es el Aeropuerto de Uagadugú.

## Historia
La aerolínea fue fundada el 17 de marzo de 1967 bajo el nombre Air Volta. Originalmente fue fundada por el gobierno de Burkina, Air France y participación minoritaria. Tras la quiebra de Air Afrique, el estado de Burkina Faso privatizó el 21 de febrero de 2001 Air Burkina, transfiriendo el 56% de las acciones al consorcio AKFED/IPS (parte de Aga Khan Development Network).
Adquirió su primera aeronave, un Embraer EMB-110 Bandeirante, en 1978, y añadió un segundo avión, un Fokker F28, en 1983. La aerolínea ha tenido importantes problemas financieros, alcanzando en 1992 una deuda próxima a 1.500.000 €. Sin embargo, en el momento de la privatización en 2001, la deuda había sido prácticamente solventada y esperaba unos beneficios de 5.000.000 €. La compañía se enfrentó a una huelga general en 2002, cuando los trabajadores demandaron un incremento del 25% del sueldo. Como resultado del conflicto, el director general de Air Burkina se vio obligado a dimitir.
La compañía trabaja codo con codo con Compagnie Aerienne du Mali de Bamako, y comparte códigos compartidos en varias rutas.

## Destinos

### África
- Benín
  - Cotonú (Aeropuerto Cadjehoun)
- Burkina Faso
  - Bobo-Dioulasso (Aeropuerto de Bobo Dioulasso)
  - Uagadugú (Aeropuerto de Uagadugú) Base de operaciones
- Costa de Marfil
  - Abiyán (Aeropuerto Port Bouet)
- Gabón
  - Libreville - Aeropuerto Internacional de Libreville
- Ghana
  - Acra (Aeropuerto Internacional Kotoka)
- Mali
  - Bamako (Aeropuerto Internacional Senou)
- Níger
  - Niamey (Aeropuerto Internacional Diori Hamani)
- Senegal
  - Dakar (Aeropuerto Internacional de Dakar-Yoff-Léopold Sédar Senghor)
- Togo
  - Lomé (Aeropuerto de Lomé-Tokoin)

### Europa
- Francia
  - París (Aeropuerto de París-Orly)
  - Marsella (Aeropuerto de Marsella-Provenza)

## Flota

### Flota actual
La flota de Air Burkina consiste de los siguientes aviones, con una edad media de 16.9 años (junio de 2023):